# Лілія (геральдика)

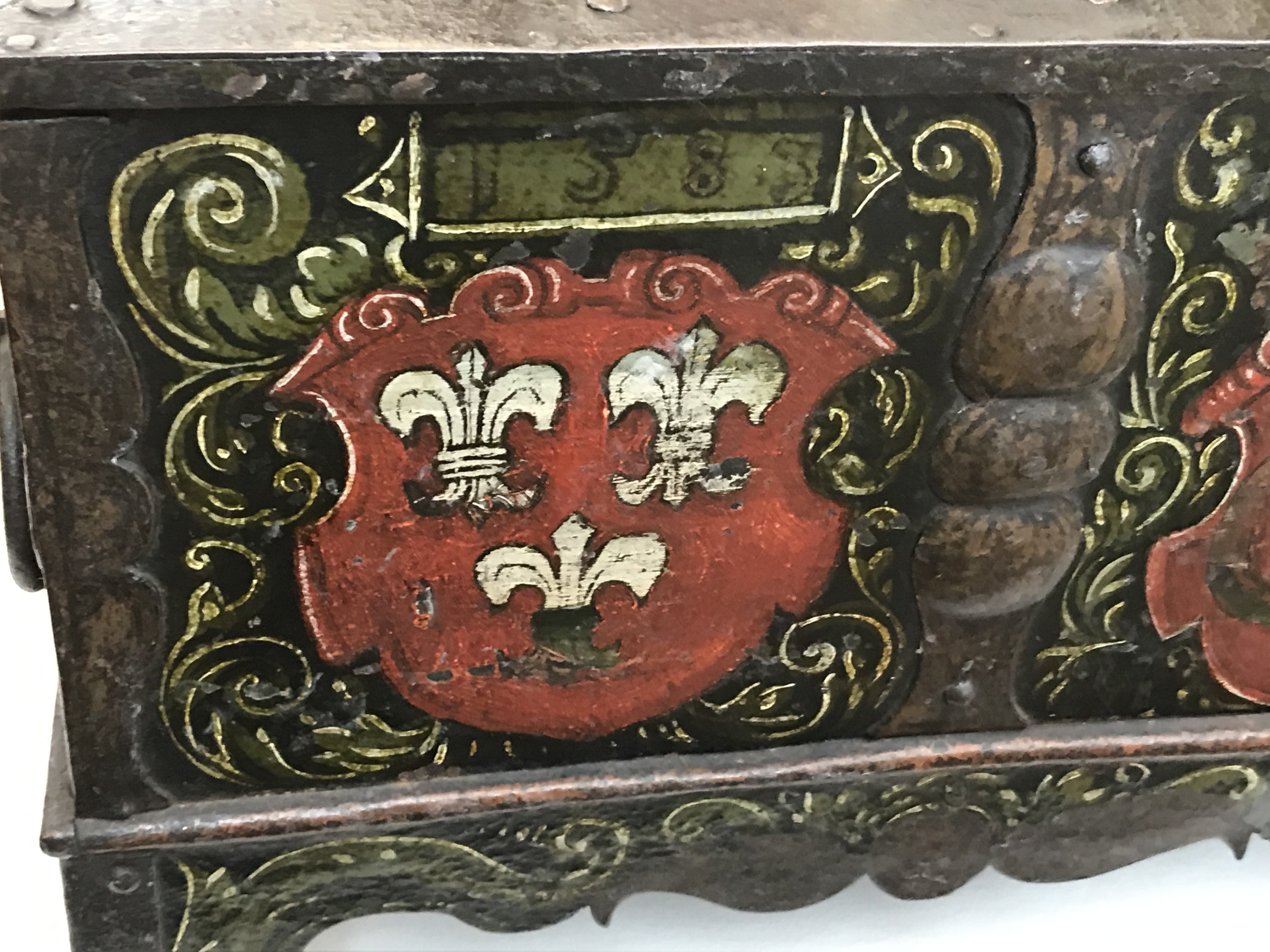
Геральдична лілія

Лі́лія (фр. fleur-de-lys фр.: [flœʁ də lis], «квітка лілії»; ісп. і порт. Lilia; італ. giglio; нім. Lilie) — у геральдиці гербова фігура, яка зображує квітку лілії, знаку святих, або благословенних. Використовувалась як герб хрестових походів при зображенні їх у XV—XVIII століттях. Найбільш відома завдяки гербам Французького королівства та дому Бурбонів 1814—1914 років. Використовується на гербі Флоренції та Квебеку. Символ ⚜ є символікою чесності, відданості, хоробрості та шляхетності. (U +269C) Юнікод.

## У Франції

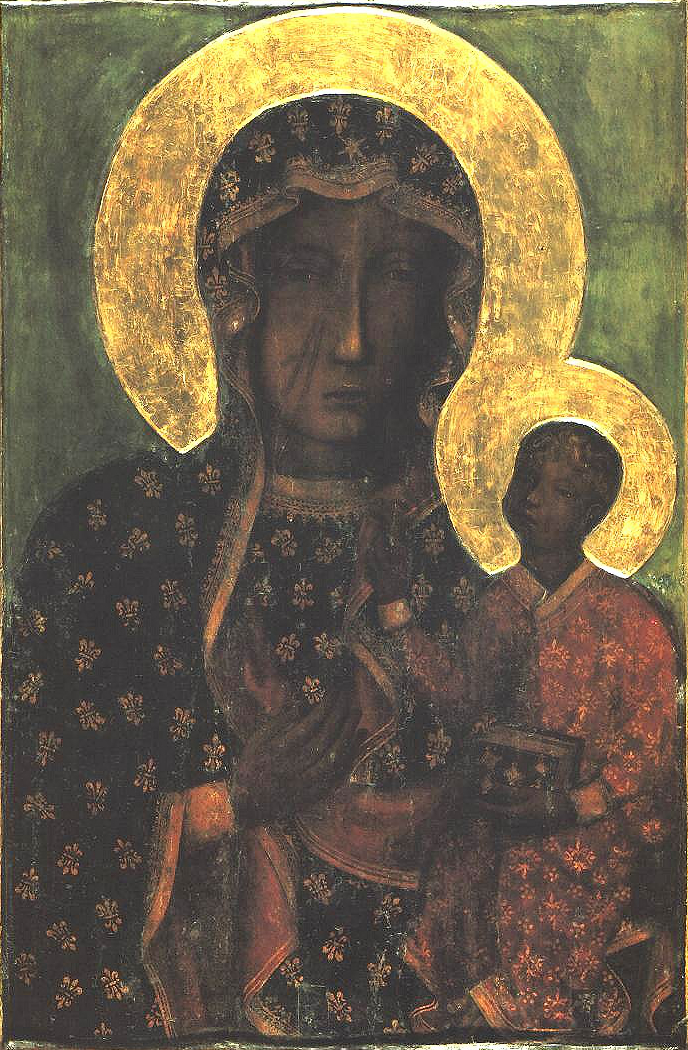
Ченстоховська ікона. Мафорій Діви Марії покритий ліліями.

За французькою легендою, король франків Хлодвіг навернувся в 496 році в християнство, після чого янгол дав йому золоту лілію як знак очищення. В іншому варіанті легенди стверджується, що Хлодвіг взяв собі як емблему лілію після того, як водяні лілії в Рейні підказали йому безпечне місце, де можна перейти річку вбрід, завдяки чому він здобув перемогу в битві.
Часто розглядається як символ Діви Марії, лілія до кінця середніх віків стала у Франції емблемою королівської влади. Так, Людовік VII використовував його на своєму щиті, і вважають також, що французьке слово lys є скороченням від Louis.
Мінімум один корабель Голлістського військово-морських сил називався Fleur de Lys. Це ім'я також використовував Віктор Гюго для одного з персонажів роману Собор Паризької Богоматері.
Слід зазначити, що за останніми дослідженнями істориків, мистецтвознавців та ботаніків, геральдичної лілією, емблемою французького королівського двору, є не лілія, а квітка півників. У гербі Флоренції також зображений стилізована квітка півників.

## Поза Францією
Лілії можна побачити на символіці (гербі або прапорі) Турку, Даугавпілса, Детройта, руху скаутів, Нового Орлеана, Флоренції, Бурбонів, Квебеку, Боснії і Герцеговини, Вісбадена тощо.
З пояснення герба Храповицьких свідоцтва про значення, лілії надається: Вона вшановується особливо за знак Добрия надії і непорочнаго житія, і схожа ця квітка не тільки за зовнішнім своїм виглядом, чистий і неабиякий колір, але і по внутрішньому своїй властивості, приємний запах, деяку корисну силу має, того ради і ті, які вживають лілеї у своїх гербах, мають бути добрих, справедливих і чесних.
У зв'язку з претензіями на французький престол, висуненими королем Едуардом III у 1337 році, з 1340 до 1801 року на гербах британських монархів використовувалися лілії.
Крин-лілія зустрічається серед мотивів декору українських ікон.

## Галерея

Франція (до 1376)
Франція (1376—1789)
Англія (1340-1367)
Англія (1399-1603)
Бурбони
Іспанія
Париж
Квебек
Жанна д'Арк
Паризький університет
Флоренція
Медічі
Фарнезе
Гоздава
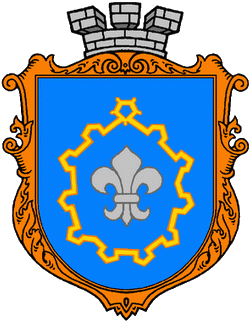
Броди